# Skardu (Distrikt)
Der Distrikt Skardu ist einer von sieben Distrikten der autonomen Region Gilgit-Baltistan (früher Northern Areas) in Pakistan. Der Distrikt liegt im Südosten des Karakorum am Oberlauf des Indus, östlich von Hunza und Gilgit-Distrikt, westlich vom indischen Ladakh und nördlich des West-Himalaya.
Der Skandu-Distrikt ist eine karge Hochgebirgslandschaft mit vier Bergen über 8000 m Höhe. In der Stadt Skardu befindet sich der Hauptsitz des Skardu-Distrikts.

## Geschichte
Der Begründer Skardus war der letzte buddhistische Herrscher Bokha (der Stumme), der durch die Islamisierung im 15. Jahrhundert abgelöst wurde. Skardu war anschließend zersplittert durch unabhängige absolute Herrscher, die in den verschiedenen Tälern regierten und sich bekämpfen oder verbündeten. Ab 1842 wurden sie durch die hinduistische Dogras aus Kaschmir beherrscht. Die Bevölkerung von Baltistan, das Volk der Balti insbesondere von Skardu war gegen diese Fremdherrschaft und schloss sich daher 1947 Pakistan an. Die Abschaffung lokaler Fürstentümer erfolgte im Jahre 1972.

## Wirtschaft

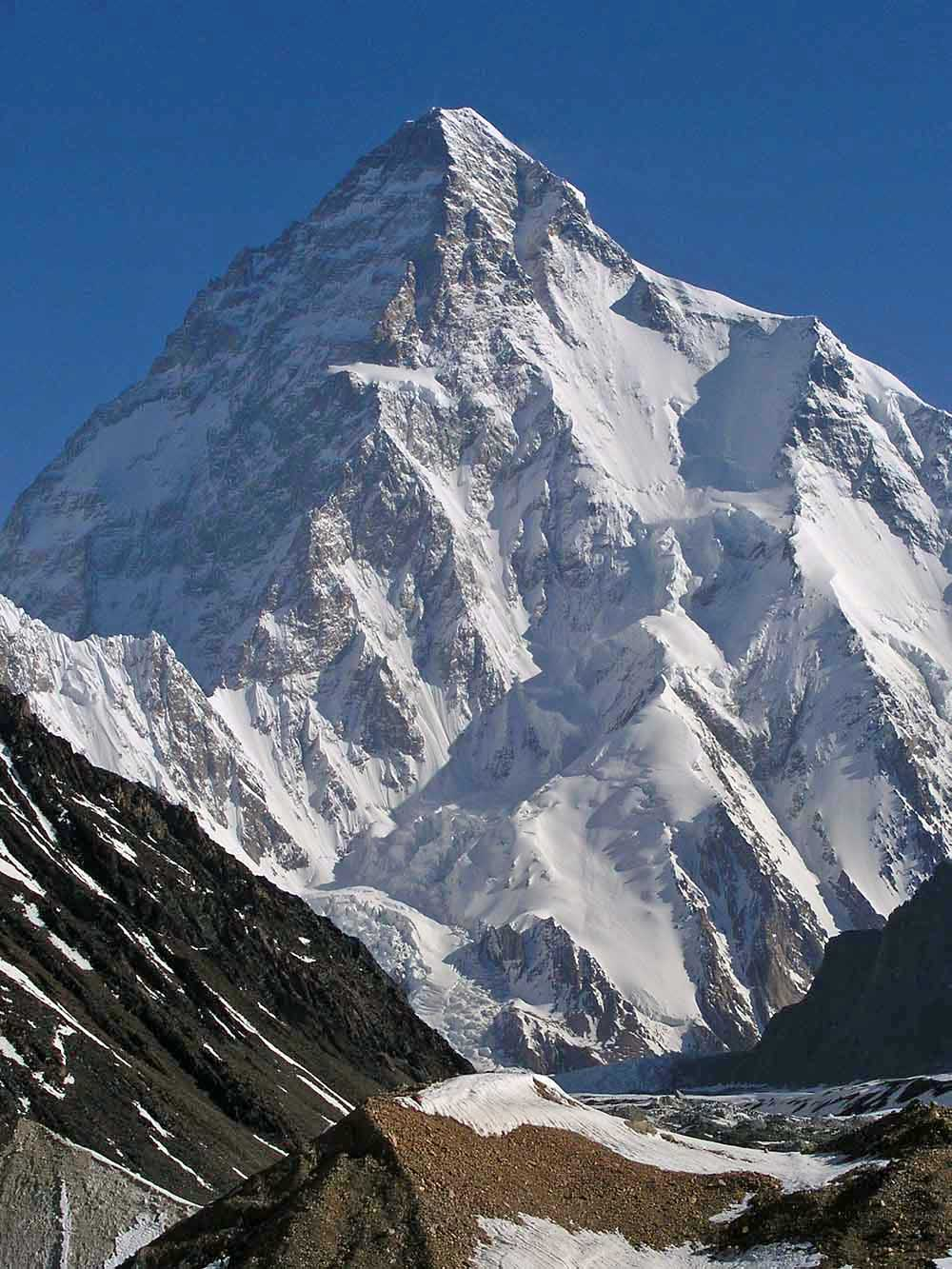
K2 von Süden

Im Skardu-Distrikt wird traditioneller Anbau von Gerste, Hirse und Buchweizen betrieben. Die Viehhaltung besteht aus Ziegen, Schafen, Hühnern, Yaks (tibetischen Rindern) und Dzos (Kreuzung aus Yak und Tieflandrind). Da es wenig regnet, kann nur auf Äckern des fruchtbaren Schwemmlandes der Seitenarme des Indus oder auf künstlich ausgebauten und bewässerten Bergterrassen angepflanzt werden. Der Winter ist lang und hart, die durchschnittlichen Temperaturen liegen bei −10 °C, können aber auch auf −25 °C fallen.
Neben dem Gilgit-Distrikt ist der Skardu-Distrikt ein bedeutendes Gebiet für Trekking, Expeditionen und Tourismus in der Region Gilgit-Baltistan. Die vier Achttausender und eine Berglandschaft in großer Höhe, die sich in diesem Distrikt befinden, werden von April bis Oktober von Touristen besucht. Im Winter ist der Distrikt teilweise von der Außenwelt abgeschnitten, da die Pässe vereist sein können und durch Lawinen zerstört sind.
Die Stadt Skardu ist die Ausgangsbasis für Touristen und Bergsteiger, wo ihr Versorgungs- und Warenbedarf gedeckt werden kann und Unterkunftsmöglichkeiten vorhanden sind.

## Lage und Verkehrsverbindungen
Der Skardu-Bezirk grenzt im Osten an den Ghanche-Distrikt, im Südosten an den Kargil-Distrikt, im Nordosten reicht er an die Grenze von China, an Xinjiang heran. Im Westen liegt der Astore-Distrikt, im Süden der Baramulla-Distrikt und im Norden grenzt der Skardu-Distrikt an den Gilgit-Distrikt.
Der Skardu-Distrikt kann über eine vom Karakorum Highway abgehende Straße durch das Skardu-Tal erreicht werden. Der Gilgit-Distrikt wird über den Hispar-Pass angefahren, der allerdings neun Monate nicht befahrbar ist. Des Weiteren gibt es Straßenverbindungen nach Kaschmir und Ladakh. Die Stadt Skardu kann über einen eigenen Flughafen erreicht werden, den Skardu Airport.

## Ethnien und Religion
In diesem Distrikt leben die Balti, Paschtunen, Panjaber, Hunzukuc und Uiguren, die muslimischen Glaubens sind. Es gibt aber auch Personen anderer Volksstämme, die in diesen Distrikt kamen, wie diejenigen, die zum Beispiel aus Tibet und Afghanistan emigrierten.
Die Religion war bis vor 500 Jahren die der Buddhisten, ein Beleg hier ist der Buddha-Fels in Skardu, davor war die Bon-Religion. Jetzt sind etwa 70 % Schiiten, die von Kaschmir aus missioniert wurden, 25 % Nurbakshis, 4 % Sunniten der missionierten Wahhabiten von Saudi-Arabien, die in der Moschee in Skardu ihrem Glauben nachgehen.

## Landschaft

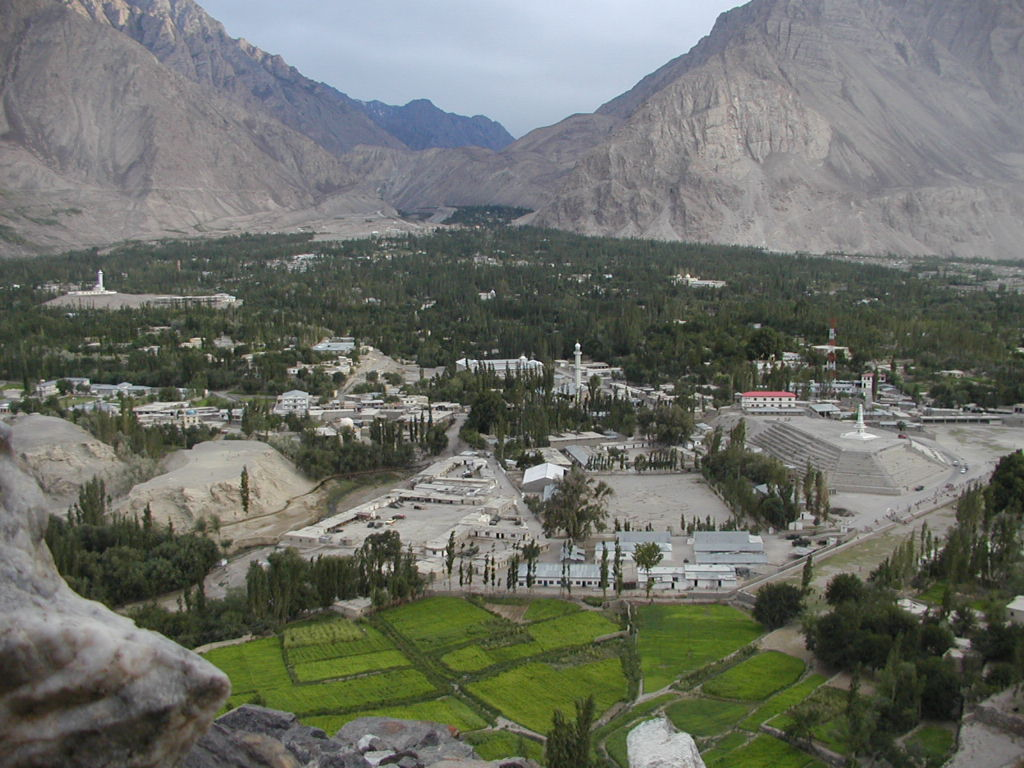
Skardu vom Skardu Fort aus gesehen

Im Skardu-Distrikt befindet sich eine typische Hochgebirgslandschaft. Der Deosai-Nationalpark mit einer Fläche von etwa 3000 km², der auf einem Hochplateau auf einer Höhe von 4100 m liegt, ist der zweithöchstgelegene Nationalpark der Welt, nach dem Changthang in Tibet. Im Skardi-Distrikt leben Schneeleoparden, Steinböcke, Himalayabär und Wildpferde.
Es gibt mehrere Seen, wie der in der Nähe der Stadt liegende Obere Kachura-See und der bekanntere Untere Kachura-See.

## Berge, Gletscher und Flüsse
Im Skardu-Distrikt befindet sich der Karakorum. Der höchste Berg im Skardu-Distrikt ist der K2 mit 8611 m in den Baltoro Muztaghn. Weitere hohe Berge sind der Broad Peak mit 8047 m, der Hauptgipfel des Gasherbrum I mit 8080 m, der Gasherbrum II mit 8034 m und der Masherbrum mit 7821 m.
Der Biafo-Gletscher, der Baltoro-Gletscher und der größte Teil des Hispar-Gletschers sind Teil dieses Distrikts. Den Skardu-Distrikt teilt der Indus in zwei Teile, der in diesem Distrikt von Nebenflüssen, wie beispielsweise dem Braldu-Fluss, gespeist wird.

## Städte und Pässe
Die in diesem Distrikt liegenden Städte sind neben Skardu Shigar, Rondu, Kharmang, Parkutta und Gultari, das nahe an Indien an der Line of Control liegt. Die Hochgebirgspässe, die in den Skardu-Distrikt führen, sind der Hispar-Pass, der einzige Pass, der mit dem Gilgit-Distrikt verbindet, und Gondoghoro-Pass, dabei handelt es sich lediglich um unbefestigte Pisten die nur mit Allradfahrzeugen befahrbar sind.